# Jack Frost (группа)
Jack Frost — музыкальный коллектив из Австрии, исполняющий дум-метал.

## История
Группа была основана в 1993 году тремя музыкантами — вокалистом и басистом Манфредом Кларе, ударником Мартином Коллроссом и гитаристом Робертом Хаклем, которых объединила любовь к творчеству коллектива St. Vitus. В 1999 году состав команды пополнился гитаристом Кристофом Шмидом, благодаря которому мрачная и тусклая музыка Jack Frost зазвучала по-новому. В 2000-х годах группа активно гастролировала, проведя в том числе несколько концертов в России. За время своего существования коллектив выпустил семь студийных альбомов.

## Стиль, отзывы критиков
По мнению музыкального критика Петера Хейманна, основами музыкального стиля Jack Frost являются мрачные, унылые гитарные партии, глубокий вокал и малозаметная ритм-секция. Маркус Эк охарактеризовал творчество коллектива как «хрупкую, депрессивно-мелодичную, тусклую музыку».

## Состав
- Манфред Кларе — вокал, бас
- Роберт Хакль — гитара
- Гэри Глум — гитара
- Мартин Коллросс — ударные

## Дискография
- 1994 — «Wish» (демо)
- 1995 — «Maelstrom» (демо)
- 1995 — Eden
- 1996 — Elsewhere
- 1999 — Glow Dying Sun
- 2000 — Gloom Rock Asylum
- 2002 — Self Abusing Uglysex Ungod
- 2005 — Wannadie Songs
- 2008 — My Own Private Hell
- 2015 — Mélaina Cholé